# Penelope Oleksiak
Penelope Oleksiak (Scarborough, 13 juni 2000) is een Canadese zwemster. Ze vertegenwoordigde haar vaderland op de Olympische Zomerspelen 2016 in Rio de Janeiro.

## Carrière
Op de wereldkampioenschappen zwemmen jeugd 2015 in Singapore behaalde Oleksiak de zilveren medaille op de 100 meter vrije slag en de 50 en 100 meter vlinderslag. Daarnaast behaalde ze een gouden, een zilveren en een bronzen estafettemedaille.
Op de Canadian Olympic Swimming Trials 2016 kwalificeerde de Canadese zich, op de 100 en 200 meter vrije slag en de 100 meter vlinderslag, voor de Olympische Zomerspelen 2016 in Rio de Janeiro. In Brazilië werd Oleksiak, ex aequo met de Amerikaanse Simone Manuel, olympisch kampioene op de 100 meter vrije slag, op de 100 meter vlinderslag veroverde ze de zilveren medaille. Samen met Sandrine Mainville, Chantal van Landeghem en Taylor Ruck sleepte ze de bronzen medaille in de wacht op 4x100 meter vrije slag. Op de 4x200 meter vrije slag legde ze samen met Katerine Savard, Taylor Ruck en Brittany MacLean beslag op de bronzen medaille. Samen met Kylie Masse, Rachel Nicol en Chantal van Landeghem eindigde ze als vijfde op de 4x100 meter wisselslag.

## Internationale toernooien
| Jaar | Olympische Spelen                                                                                 | WK langebaan | WK kortebaan                                                                                         | PanPacs       | Gemenebestspelen | Pan-Ams |
| ---- | ------------------------------------------------------------------------------------------------- | --- | --- | ------------- | ---------------- | ------- |
| 2016 | 100m vrije slag · 100m vlinderslag · 4x100m vrije slag · 4x200m vrije slag · 5e 4x100m wisselslag | | 100m vrije slag · 4x50m vrije slag · 4x200m vrije slag · 4x100m wisselslag · DSQ 4x100m vrije slag · |               |                  |         |
| 2017 |                                                                                                   | 4e 100m vlinderslag · 5e 50m vlinderslag · 6e 100m vrije slag · 4x100m vrije slag gemengd · 4x100m wisselslag gemengd · 4e 4x100m vrije slag · 4e 4x100m wisselslag | |               |                  |         |
| 2018 |                                                                                                   | | 11-16 december                                                                                       | 9-13 augustus | 5-10 april       |         |

## Persoonlijke records
Bijgewerkt tot en met 7 april 2016
Kortebaan
| Afstand          | Tijd    | Datum            | Plaats    |
| ---------------- | ------- | ---------------- | --------- |
| 100m vrije slag  | 53,22   | 12 december 2015 | Etobicoke |
| 200m vrije slag  | 1.57,43 | 5 december 2014  | Toronto   |
| 100m vlinderslag | 58,20   | 4 december 2015  | Toronto   |

Langebaan
| Afstand          | Tijd    | Datum            | Plaats         |
| ---------------- | ------- | ---------------- | -------------- |
| 100m vrije slag  | 52,70   | 11 augustus 2016 | Rio de Janeiro |
| 200m vrije slag  | 1.57,59 | 7 april 2016     | Toronto        |
| 100m vlinderslag | 56,46   | 7 augustus 2016  | Rio de Janeiro |